# Tantum ergo
Tantum ergo (hrv. Divnoj dakle) je naziv za dvije zadnje kitice srednjovjekovne latinske himne "Pange Lingua", koju je napisao sv. Toma Akvinski. Ova posljednja dva stiha pjevaju se tijekom štovanja i blagoslova Presvetog sakramenta.

## Tekst
| Latinski | Hrvatski |
| --- | --- |
| Tantum ergo Sacramentum Veneremur cernui: Et antiquum documentum Novo cedat ritui: Præstet fides supplementum Sensuum defectui. Genitori, Genitoque Laus et jubilatio, Salus, honor, virtus quoque Sit et benedictio: Procedenti ab utroque Compar sit laudatio. Amen. | Divnoj dakle Tajni ovoj Klanjajmo se smjerno mi, Stari zakon žrtvi novoj, Nek' se sada ukloni, Vjera duši čovjekovoj Nek' spoznanje dopuni. Bogu Ocu, Bogu Sinu Hvala s pjesmom radosnom, Slavimo im veličinu, Častimo ih dušom svom, K Duhu Svetom nek se vinu Glasi s dikom jednakom. Amen. |